# FREEDOM WARS フリーダムウォーズ
『FREEDOM WARS フリーダムウォーズ』は、ソニー・コンピュータエンタテインメントジャパンアジア（SCEJA）より2014年6月26日に発売されたPlayStation Vita専用ゲームソフト。制作はシフト、ディンプス、SCEジャパンスタジオの三社による協業で行われた。
2025年1月9日にバンダイナムコエンターテインメントのパブリッシングによりリマスター版『FREEDOM WARS Remastered』がPlayStation 5・PlayStation 4・Nintendo Switch・PC向けに発売（PC版は同月10日配信）。PlayStation Vita版のレーティングはCERO：B（12才以上対象）だったが、『Remastered』ではCERO：C（15才以上対象）に上がっている。

## 概要
本作は従来のハンティングアクションゲームにある「対象の排除」を目的としたミッション（作中では「ボランティア」と呼ばれる）に加え、生体兵器「アブダクター」から市民（シヴィリアン）を救出する「対象の奪還」という要素が追加されたマルチプレイアクションゲームである。
マルチプレイはアドホック・モードによって行われる（「アドホック・パーティー」には非対応）。インフラストラクチャー・モードによるマルチプレイは発売当初は対応していなかったが、2014年8月1日に配信されたバージョン1.10へのアップデートによって対応している。

## ストーリー
舞台となるのは、PT紀元10万2014年の地球。世界は荒廃し、生物が生存できる環境ではなくなっていた。人類は"パノプティコン"と呼ばれる都市を世界各地に作り、生き延びている。しかし、資源が枯渇した厳しい環境で生き延びるための研究などを手に入れようと、人類の抗争は続く。資源が枯渇しているため、徹底的に資源を管理する強固な監視社会がパノプティコンに築かれている。パノプティコンで生まれた人間は、生まれたことそれ自体が罪とされ、懲役100万年の刑に処される。また、懲役は、パノプティコンが人間の管理をするためにほとんどの人間に科されている。懲役が科されているものは「咎人」と呼ばれ、パノプティコンでの生活は保証されているが、その権利は不合理に制限され、異常な罰則を伴う法律のもと、厳しい管理下に置かれ、「ボランティア」と呼ばれる戦闘行為に参加する。ボランティアには目標が存在し、達成することで懲役を減刑することができる。咎人たちは過酷な世界から本当の生と自由を得るため、苛烈なボランティアを繰り返す。

## ゲームシステム
本ゲームは高低差のある3次元フィールドで様々なクリア条件を持つボランティアを攻略していくアクションゲームである。フィールドにエリア切り替えの要素はなく、1つのフィールドで敵味方入り乱れた戦闘を行う事となる。咎人は2種類の武器と各種戦闘用アイテムを装備できるほか、パノプティコンから特殊兵装「荊」が支給されている。「荊」は地形に接続することで立体的な高速移動を可能とする他、敵に接続することで注意を引いたり、敵を引き倒す（ドラッグダウン）などのアクションが可能。これらの装備を駆使してボランティアを攻略し、自身に課せられた懲役を減刑していくのが基本的なゲームの流れとなる。
また、上記以外のゲーム要素として本作はインターネット通信によって全国47都道府県別の貢献度のランキングバトル「都市国家対戦」が行われているのも特徴である。プレイヤーはゲーム開始時に所属する都道府県を設定する（有料でゲーム途中でも変更可能）。一定期間内でランキングの上位または特定の順位となった都道府県に所属するプレイヤーには報酬が与えられるシステムとなっている。

### ボランティア
ボランティアはパノプティコンから咎人に発行される戦闘行為を指す。咎人はボランティアを通じて所属パノプティコンへの貢献を強制されている。プレイヤーはボランティアをクリアする事で懲役を減刑することができると共に、制限された権利を解放するための恩赦ポイントを入手することができる。ボランティアには様々なクリア条件が存在し、以下のようなボランティアが存在する。
市民奪還ボランティア
アブダクターに捕獲された市民を奪還する事を目的とするボランティア。
目標排除ボランティア
指定された敵アブダクターを戦場から排除する事を目的とするボランティア。
市民探索ボランティア
　  指定された人数の市民を見つけ出し、護送機へ運ぶことを目的とするボランティア。
敵軍排除ボランティア
敵対勢力の咎人を戦場から一掃し、敵の継戦力を0にする事を目的とするボランティア。
制御システム制圧ボランティア
フィールドに設置された制御装置を敵軍より多く制圧することを目的とする「陣地取り」のルールを持つボランティア。
アクセサリ奪還ボランティア
アブダクターに略奪された自分のアクセサリを奪還する事を目的とするボランティア。自分のアクセサリがアブダクターに略奪された時のみ発行される。

### 荊（いばら）
正式名称は「荊質管制装備（けいしつかんせいそうび）」という。パノプティコンから咎人に支給されるウィルオー技術によって作られたロープ状の装備。咎人の左腕に巻きつく形で装備される。咎人の意志で自在に伸縮させることができ、地形に接続することで立体的な高速移動を可能とする。その他、敵の陽動・敵を引き倒す（ドラッグダウン）・倒れた仲間の治療など多岐の用途を持つ万能装備である。ボタン長押しによって強力なチャージ技を使用することができる。荊には以下の3種類の性質が存在し、それぞれ特性・チャージ技・発光色が異なっている。
捕縛性荊質管制装備
荊の発光色は赤。敵の捕縛に特化した荊質。ドラッグダウンが成立しやすいという特性を持つ。1段階チャージでは敵咎人・小型アブダクターを一定時間拘束する地雷型のトラップを設置する。2段階チャージでは荊を射出して敵を一定時間拘束する。
治療性荊質管制装備
荊の発光色は緑。自分や仲間の回復に特化した荊質。仲間に荊を接続することで仲間の体力を回復させるという特性を持つ。1段階チャージでは自分の周囲にいる仲間の体力と状態異常を回復させる。2段階チャージでは近づいた仲間全員に回復効果を与える巨大な荊を設置する。
防壁性荊質管制装備
荊の発光色は白。防御に特化した荊質。仲間に荊を接続することで仲間の防御力を引き上げるという特性を持つ。1段階チャージでは自分と自分の周囲にいる仲間全員の防御力を上昇させる。2段階チャージではシールド状の巨大な荊を設置する。このシールドは敵の侵入と敵の遠距離攻撃を遮断する効果がある。

## キャラクター
各キャラクターのミドルネームは「称号」のようなものであり、プレイヤーは途中から設定できるようになる。地上に生きる人間のみの習慣であるため、シルヴィアにはミドルネームはない。

### メインキャラクター
ストーリーにおける主人公の仲間たち。NPCとして同行が可能。
咎人（とがびと）
称号 - 重犯罪者
本作の主人公で、生誕時に懲役100万年が科された人物。ストーリーの始まりの際には記憶喪失となっており、自分のことを思い出せないままPTの仲間たちと「戦闘（ボランティア）」に赴くこととなる。頼もしい仲間であるウーヴェやベアトリーチェとの出会いにより、やがて彼（彼女）は覚悟と自由のあり方を捜し求めることとなる。
記憶という財産を失ったことで全ての権限を奪われ、懲役100万年から再スタートする「再教育プログラム」を受けることとなってしまう。逆に懲役が増え過ぎて100万年を超えた場合も、同様のプログラムで100万年にリセットされる。
なお、ウーヴェとは記憶喪失になる以前から行動を共にしており、牢獄送りにされる際には彼の実力を認めるような発言をしている。実際にその実力はメンバー内でも抜きん出ており、アーベルに唯一対抗できる存在と見込まれている。
アクセサリ
称号 - 監視者≒協汎者
主人公の監視者及びよきパートナー。パノプティコンから咎人のために配給される「携帯端末」や「携行兵器」であると同時に「看守」でもある存在。その正体は精巧な生体アンドロイド。
戦闘では主人公の相棒として武器を手に戦い、戦闘後は貢献の窓口となる。基本的に主人公への指示伝達もかねて常に同行・監視している。
ある程度の貢献が認められればアクセサリを自由にカスタマイズできるため、歴戦の咎人ほど戦術・好みにあったカスタマイズが行われている。
ベアトリーチェ・“リリィ”・アナスターシ
声 - 中村繪里子
称号 - 運命と変革の鍵（ヒロイン）
数奇な運命を持った謎の女性。パノプティコンの深部に囚われていたところを主人公に救い出された後、ユリアンの機転で咎人としてデータベースに登録される。以後は主人公と共に歩むこととなる。アブダクターに対して常ならぬ愛情を抱いており、その話になると「ミュフフ」などの不気味な笑い声を発することがある。
実は天獄の対地上部隊の隊長格である「シルヴィア・アナスターシ」の姉に当たる。妹の想い人に好意を寄せられていることから彼女から複雑な感情を抱かれている。本人と妹の台詞から天獄では両親の思想が原因で周囲から孤立し、迫害を受けていたようである。
キャラクターの中では唯一ミニスカートを穿いているため下着が見える時がある。
マティアス・“レオ”・ブルーノ
声 - 石田彰
称号 - Shazな親友（シャズなマブダチ）
主人公の仲間兼ライバルでもある新人の咎人。境遇の近い主人公を気に入り、張り合ったり、何かと世話を焼いてくる仲間思いの青年。「Shaz」と言う口癖を持っている。
昔はヤンチャをしていたとのことだが、よく悪くも正直な男であり頼まれると嫌とは言えないが、その性格が災いすることも度々ある。
ウーヴェ・“サカモト”・カブレラ
声 - 中田譲治
称号 - 勇猛果敢な歴戦の勇士（タフなヒゲヅラ）
過酷なパノプティコン社会で長年生き延びてきた歴戦の勇士。彼の背中で教え導かれた咎人は数知れず、主人公もまたその一人となって多くを学んでいくことになる。
ナタリア・“9”・ウー
声 - 浅川悠
称号 - 戦う“法と秩序”（戦うパノプティコン）
安全保障局第35社会防衛群社会調査会隊長。パノプティコン上層部の意志の代弁者であり、厳しい取り締まりで恐れられている女憲兵。
しかしそれは仲間を守りたいという愛情から来るものであり、普段はそれを押し隠して苛烈に振舞っている。
エルフリーデ・“サカモト”・カブレラ
声 - 東山奈央
称号 - 戦闘系最強乙女（アルティメット・ガール）
幼い体格とは裏腹に高い戦闘力を持った咎人。ベテランであることを自負しており、主人公やマティアスに対し先輩風をよく吹かす。カルロスとも古い付き合いであり、まだ戦士として素人であった頃の話をされると怒ることもある。
カルロス・“テオドシウス”・ジンナー
声 - 藤原啓治
称号 - 飄々とした快楽主義者（スカしたC調男）
友好関係であるノーグPTに属する咎人。ウーヴェのライバルにして悪友。常に自分が楽しめるかという部分に焦点を置いて行動しており、懲役を減らすことや仲間のことはどうでもいいと考えている快楽主義者。
冗談とも本気とも取れる発言で周囲を煙に巻き、なぜか別PTの主人公PTに入り浸っているなど本心が読めない。また、主人公が記憶をなくした現場にいたはずだが、再び主人公と会う時にウーヴェに紹介されている。
実は天獄のスパイであり、シルヴィアが敬語を使っている事から彼女よりも上位の人間のようである。ラストバトルの直後に本性を現し、いきなり主人公の背中を刺した。以後は姿を消してしまうため仲間から永久離脱する。

### 主人公の仲間
NPCとして同行が可能だがメインストーリーには関わって来ない。
マリー・“アルマ”・ミラン
声 - 夏川椎菜
二十歳前後。気弱でドジッ子だが、そんな自分を治したいと思っている前向きな性格。武器マニアで武器について話し出すと止まらなくなる。
ハル・“ベイブ”・ヴィトー
声 - 江口拓也
二十代半ば。眼鏡が似合う（見た目は）知的な感じの爽やかイケメン。そしてマゾヒストで情報通。アンの兄で、面倒は自分のほうが見ていると思っている。
アン・“チャーム”・ヴィトー
声 - 麻倉もも
16歳前後。健気で心優しい性格で世話好きな常識人。ハルの妹。
常識人故に個性豊かな仲間たちと兄に振り回される苦労人である。
ビリー・“レパード”・コレル
声 - 山下誠一郎
十代後半。強気で奇抜な言動が多いが、実はチキンでヘタレ。女の子にモテたい一心で自分の「武勇伝」を語りたがる軟派な少年。
マティアスと似た境遇の出身のためか、ヤンチャしていた時期の彼を伝説の先輩として慕っている。
ニーナ・“エリザベス”・ディアス
声 - 中上育実
二十代中盤。姉御肌で暴君タイプな自由人。反面、面倒見がよくサバサバしていて人見知りしない。刑罰など気にせず思うがままに振舞っている。
シズカ・“フェイク”・ローラン
声 - 雨宮天
二十代前半。外面は人当たりがよく、お淑やかな人だが実は腹黒。他人をジャガイモか何かと思っている。優しい言動と腹黒のギャップはよく周囲を恐怖に陥れている。
カイ・“ヴォルフ”・シルバ
声 - 宮下栄治
二十代前半。無愛想なクール系の青年。近寄り難い雰囲気をまとっているが、実は周囲を気にかけるお人よし。
セルジオ・“ヘルゲート”・コクトー
声 - 後藤ヒロキ
三十代後半。規律に厳しい教官タイプの男性。とても頑固で怒りっぽく威厳がある。
若者の成長を願っているためわざと刑罰を受け、低い階層に留まっている。多くの咎人から尊敬され、そして恐れられている。

### 重要人物
ストーリー上で重要な立場を担う者たち。仲間にはならない。
アリエス・M
声 - 原由実
称号 - 幽界の導き手（会えないガールフレンド）
主人公の前にたびたび現れる不思議な女性。しかし彼女と会えるのは夢のような不可思議な空間のみで、何かしらの目的があって主人公と接触しているようだが、その全貌は不明である。語尾がカタカナになっている。
ユリアン・サダート♯e（イー）
声 - 赤羽根健治
称号 - 小柄な協力者（リトルビッグフレンド）
市民。繊細で真面目な性格であり、そして恐妻家。アブダクターに拉致されたところを主人公に助けられ、以後は交流を続けて仲良くなっていく。技術者ゆえか、アブダクターオタクなベアトリーチェと意気投合している。
シルヴィア・アナスターシ
声 - 井上麻里奈
称号 - 追撃の戦乙女（危険なビューティー）
高度な文明を誇る空中都市「天獄」の対地上部隊の隊長格の女性。ベアトリーチェの妹。普段は物静かだが戦いでは好戦的な一面を覗かせる。
姉とは対照的に直情的で口より先に手を出すタイプ。「ルキウス」という想い人と思われる人物を巡り、姉に対して複雑な感情を抱いている。天獄の教育が原因で地上の人間に偏見を抱いている。アイスがかなり気に入ったらしく、主人公に奢ってもらってからは貪るように食べている。
姉を探すために地上へとやってくるが、同時にある任務もこなしている。
アーベル・“シュトラーフェ”・バルト
声 - 諏訪部順一
称号 - 地上最狂の咎人（ぶっちぎりのヤバイヤツ）
主人公PTと敵対するホウライPTのエース。そして世界最強の咎人の一人。「原初の三機」の一つ「憤怒の烈火（レッドレイジ）」を駆り、幾多のPTを傘下に収めていっている。序盤から戦う「メガラニカPT」も彼の傘下である。
その行動理念は狂気とも言え、アリエスに導かれる主人公や、本作のキーであるベアトリーチェとも深く関わっていく事となる。初対決では主人公以外の仲間たちを次々と打ち倒すなど凄まじい強さを見せた。
終盤では拉致したベアトリーチェを利用して柩を開こうとする。主人公たちとの決戦に敗れた後、柩の解放によって生じた爆発によって消滅した。
ペルタトゥルム
本作のラストボス。アーベルによって柩から呼び出された巨大な怪物であり、分類上は天獄アブダクターに当たる。高度の飛行能力や様々な攻撃方法を持ち、圧倒的な手数と火力で攻め立ててくるなど最後の敵に相応しい強さを誇る。
チェーザレ・アナスターシ
声 - 置鮎龍太郎
アナスターシ姉妹の父親で天獄の技術者。11年前、戦争を終わらせるべく「変革」のため「種」を求めて地上へ降り立った。
サイモン
声 - 山寺宏一
謎の男性。アリエス同様に幽界の存在。

### サブキャラクター
ストーリーには関わって来ず、多くがゲスト出演。仲間にはならない。
プロパくん
称号 - 超高機能汎用窓口係
PTの公式マスコット。PT内でマスコットの地位を確立するため、基本的のこのキャラクター以外を作成したり使用することは禁止されている。
主な役割はPTからの伝達事項を「やわらかく」や「お願い」すること。親しみやすさの演出として様々な表情を見せてくれる。
基本的に必要事項しかしゃべらないが、時には記憶を失った主人公を「社会不適合者」と非難したりと独自の意見を述べることもある。口癖は「レッツ貢献！」。
レミージョ
声 - 矢野正明
飲んだくれの咎人。常に酔っ払っておりまともに会話も成り立たないほど。チェーザレ同様に天獄からやって来た。
カスミ
声 - 慶長佑香
咎人の女性。元々は市民だったが、チェーザレを追って咎人となった。ベアトリーチェのことは彼から聞かされており、いずれ来るべき時のためにチェーザレのアクセサリを保管しておき、引き合わせた。チェーザレと男女の仲である事を周囲に勘繰られているが、本人は否定している。
エンツォ
情報屋を営む咎人。禿頭にサングラス、ガスマスクと怪しいいでたちの男だが、資源と引き換えに貴重な情報を提供してくれる。かなり危ない橋を渡っているのか、懲役は100万年を越えている。
ノア、タイガー
声 - 深町寿成（ノア）、石原慎也（タイガー）
猫背で小柄なのがノア、逆に大柄なのがタイガー。チンピラ風の咎人で常に人を小ばかにしたような態度を取っており、周囲から近づかないほうが言いとまで言われている。
ジーン・スミス♯C（シー）
声 - 田中雅之
市民。ユリアンの上司で彼と一緒によく一緒に働いている。機械に強く、PT深部に囚われていたベアトリーチェ救出に一役買った。ユリアンと同じく朗らかな人柄であり、主人公にも好意的に接している。

## 舞台・用語
パノプティコン
地上に生きる人類が身を寄せ合う都市。長いので「PT（ピーティー）」と略されることが多い。他のPTとは友好関係なところもあれば、敵対関係のところもある。
天獄（てんごく）
高度な文明を持ち、空中に君臨する都市国家。地上に生きる人々を「傲慢」と謗り、「傲慢の収穫」のため各PTに一斉攻撃を行う「天罰」を行使する。
天獄では人間もまた資源と見ているため、天罰の際には市民を拉致している。ただし咎人には価値がないと考えているため迷わず抹殺する。
ホウライPT
本作における、天獄と並ぶ代表的な「敵」。最強の咎人アーベル駆る原初の三機「憤怒の烈火（レッドレイジ）」によって次々とPTを傘下に収めていっている。そのため規模自体は強大だが、個人個人の戦闘能力は低い。また、貢献以外のことを考えられなくするため服装の自由すら奪っており、咎人たち全員が同じ服装を強いられている。
侵略行為はアーベルだけが原因ではなく、上層部がタカ派のため積極的に攻めて来ていることによる。負けた際のリスクを考慮しておらず、言い換えれば負けるつもりがない好戦的なPT。なお、傘下となっているのはメガラニカPT、ザナドゥPT、アガルタPT、レムリアPTなど様々である。
ロウストリート
独房の外に広がるPTの一部。窓やベランダなどはなく、分厚鉄の壁によって日の光さえ遮られた無機質な空間。階層都市であるため広大で、数日かかっても歩きつくせないほど。常に監視アクセサリにより巡回が行われており、問題を起こせばただちに刑期が加算される。
モザイク街
この世界で言うところの「街」であり、アイテムや武器を販売する「ザッカー」や、アイスクリームや料理を提供する「ガソリン」の二店が有名。特に「ガソリン」では咎人たちが集うことも多い。存在そのものがPTの法律に反しているのだが、咎人に与える恩恵も大きいためPTはこれを見逃している。同時にPTとしては天罰や敵対PTによる侵略には一切関知しない。
セルガーデン
各階層の深部に築かれた廃棄処理施設。常に変動し続ける不思議な構造をしており、過去の記録データなどが保管されている。巡回している監視アクセサリに見つかればつまみ出されるほか、刑期が加算されてしまう。
ロスト
人間も資源として見られてるため、永遠に失われる＝死という意味でロストと呼ばれる。
Will'o（ウィルオー）-「意思を持った電気信号」
「人の意志」ともいうべき「莫大な電気信号」が記述された電気。
生物神経系が形を作るベクトル場であるクルカルニーアスカロノフ場上のウィルオー粒子がその実態であると考えられている。
クルカルニーアスカロノフ場は時空間系の変換から超高次情報対称性思考半多次元時空間にプロットすることが可能であり、この時空関係での振る舞いが古典電磁気学での電気とほぼ同じなために、一般的には「電気」の一種として理解されている。
現代の革新的技術はこの「魔法」が生み出していると言っても過言ではない。
咎人（とがびと）
懲役100万年を科された重犯罪者。この世界では資源を食いつぶすだけの存在は罪として扱われる。最初は牢獄内を五歩以上歩く、私語を行う、横になって寝るだけで刑罰となり懲役が加算されるなどおよそ人権がまったくない存在。
しかしボランティアを続けることや資源の納品などで懲役を減らし、資格を得れば牢獄から出てある程度PT内を自由に歩きまわれる。
無論、過酷な生存競争を続けているため生き延びている咎人は少ない。特に11年より前に生き残っている者は殆どいないという。また誰もが貢献しているわけではなく、中には精神を病んでしまう者もいるが、そういった者は他の咎人と比べ、かなり刑期が延びている。
アクセサリ
咎人を監視するために作られた生体アンドロイド。男性型と女性型が存在する。ボランティアに参加する咎人のためにパノプティコンから配給される携帯端末・携行兵器であり、パートナーともなる存在。パノプティコン内及びボランティア中は、咎人に常に付き従い、パノプティコンからの指令を伝達すると共にその行動を監視している。ある程度以上の権限を得た咎人はアクセサリのカスタマイズが可能であり、歴戦の咎人のアクセサリは個性的なものが多い。また見られている不快感を拭うため、フルフェイス型のヘルメットをかぶせる者も少なくはない。学習機能があり、長期にわたって咎人と行動を共にした個体はその咎人に対してある程度の便宜を図ってくれるようになるなど、人間的な一面が生まれる。
市民（シヴィリアン）
パノプティコンの発展を支える高度な技術力を持つ技術者。彼等は存在そのものに価値があるため犯罪者として扱われず、懲役はない。パノプティコンの間ではその能力を巡って奪い合いが頻発している。助けられた市民は素直に礼を言う者もいれば、咎人を見下す者もいる。純粋にPTに貢献を考えて尽力する者もいる。
なお、市民が総じて短躯なのはPTによる身体調整によるもの。表向きは入り組んだ場所での作業効率を上げるためとされているが、実際はアブダクターで拉致・護送し易くするためと非力にさせて抵抗力を奪うためとされている。
アブダクター
略奪者とも呼ばれる巨大な生体兵器。市民を巡る戦いで投入され、市民を捕獲すると鳥篭（ケージ）と呼ばれる部位に収納して搬送する。様々な機種と武装が存在し、どの攻撃も咎人の命を一撃で奪う強力な力を持つ。パノプティコン同士の抗争で使用されるアブダクターは「人工アブダクター」と呼ばれており、それらの元になった“天然物“と「原初の三機」と呼ばれるオリジナルも存在する。 四脚と呼ばれる運用形態も存在し、下半身がケンタウロスのようになり、攻撃範囲が広くなるが、全体の動作が鈍いという弱点がある。名前の後に「甲」「乙」「丙」「丁」と付けられ、甲から丁の順に強力になっていき、色も黒ずんでいく。
汎用弐脚（～四脚）
人工アブダクターの基本体。作中で登場する人工アブダクターはこれをベースにしており、用途別に構造の異なる半身を組み合わることで無数の用途に対応できるよう設計された。更に体の各所には追加兵装のハードポイントを設けている。鳥篭は胸部にある。頭部にはビーム兵器が搭載されているが使用するのは足元の咎人を排除する程度で、その範囲は極端に狭い。
輸送弐脚（～四脚）
市民（シヴィリアン）の搬送に特化した機体で、鳥篭は胸部に二つ、背面に一つの合計3人まで同時に収容可能。
砲撃弐脚（～四脚）
汎用性を犠牲に、攻撃に特化した機種。超遠距離からの砲撃はもちろんの事、アンバランスな見た目からは想像できない高い機動力で直接物理攻撃も行う。鳥篭は胸部にある。
憤怒の烈火（レッドレイジ）
「原初の三機」の一体。アーベル専用のアブダクター。外見は深紅色の汎用弐脚甲。特殊なWill'o粒子凝集状態による絶対的な防御、決戦兵器並みの攻撃力、咎人との特殊連携機能などにより、最古の存在でありながら、いまだ最強のアブダクターの名をほしいままにしている機体である。現在は「ホウライPT」のアーベルが所持している。
実のところ「原初の三機」として名前が判明しているのはこの機体だけで、本当に三機いるのかは疑わしいと思われている（ある市民は、「実は四機かもしれないし、三機と言うのはパーツ数を現しており、合体するかもしれない」と語っている）。
咎人と無意識レベルまで同調することが可能となっており、アーベルの意思によって動かされる。ただし誰でも可能というわけではなく、精神の同調に耐えられるのはほんの一握り。そのため事実上アーベル専用のアブダクターとなっている。また装甲には変質したWill'oが凝縮されており、これが生み出す負の力場があらゆる干渉をシャットアウトする。そのためダメージを与えることは不可能とされている。
部位破壊するとその部位（頭、両腕）を補うように繊維が増殖し、擬似的に機能を再現する機能が備わっている。
追加兵装
アブダクターに追加で搭載される兵装群。状況に応じて換装される。主に腕部もしくは肩部に搭載される。
ミサイルポッド
追加兵装の一種。遠距離への攻撃手段が乏しい人工アブダクターの為に初期の段階から開発された。高威力の誘導ミサイルを発射する。
シールドジェネレーター
追加兵装の一種。元は天獄アブダクターに搭載されていた物を地上の技術で再現した。近年開発されたばかりで巨大だが、元々効果の薄い遠距離攻撃をほぼ完全に無効化するため、きわめて厄介な追加兵装となっている。一方近接攻撃や零距離での射撃に対しては何の効果も無く、非常に脆い。
ガトリング砲
追加兵装の一種。無数の咎人に取り囲まれる自体を想定し、弾幕を張って寄せ付けない事ができる。射線を合わせて集中攻撃することも、別方向に向けて広く弾幕を張ることも、双方が可能な汎用性を持った運用が可能である。
荷電粒子砲
追加兵装の一種。レーザーを照射する。短いサイクルでの三連射と短時間の集中照射の二つの攻撃方法がある。
ブレードシューター
追加兵装の一種。遠隔操作できるブレードを射出する。これは他の兵装とは異なり、装飾などの別枠扱いである。
追加装甲
追加兵装の一種。腕や肩を守るための装甲で、破壊しない限りはその下にある部位にダメージを与えられない。
簡易アブダクター（もしくは小型アブダクター）
アブダクターの技術を用いて作られた小型兵器。捕獲機能は一部を除いて省略されており、それぞれの能力に特化した機能を持つ。弱点は赤いコア。
簡易近接型
円盤にブレードを取り付けた姿をしたアブダクター。対象を見つけると突進してくる。
簡易狙撃型
円盤に砲台を取り付けた姿をしたアブダクター。対象を見つけると砲撃してくる。
簡易機動型
機械の蜂のような姿をしたアブダクター。常に上空を漂っており、対象を見つけると上空から突進してくる。
簡易装甲型
ラグビーボールのような姿をしたアブダクター。狙撃型と機動型の攻撃方法を兼ね備えており、射撃があまり通じないが近接武器の攻撃は容易に通じる。
簡易輸送型
巨大な眼のような姿をしたアブダクター。簡易アブダクターの中では唯一捕獲機能を持っている。ふわふわとゆっくりと飛行し、瞳の部分からレーザーを射出する。
天獄アブダクター
人工アブダクターの解析基となった、天獄が運用する“天然物”のアブダクター。絶滅した動物や神話の生物をモチーフにしており、いずれもが人工アブダクターよりも遥かに高性能である。一部のPTではこれらを鹵獲し、自軍の戦力にしている。
コウシン
かつて絶滅した虎が翼を生やしたような畏怖を感じさせる躯体、人工アブダクターを圧倒する俊敏性能と飛翔能力は、天獄の圧倒的高度な技術力の片鱗を感じさせる。鳥篭は胸部にある。
パラドクサ
かつて絶滅したクモの構造を模した躯体を持ちつつも、その兵器然とした見た目は誰しもが恐怖の感情を抱く。鳥篭は腹部にある。
ディオーネ
上空に浮かぶ天獄が開発した代表的なアブダクターであり、人工アブダクターにはない飛行能力を持つ。そのため天罰の攻撃の際にはその先兵として現れることが多い。
ユートペディア
PTにおける大規模なデータベース。咎人から市民までの情報・通信記録などが掲載されている。また咎人は、監視アクセサリの目を通して24時間データが書き加えられている。
大消失
12年前、ニライカナイPTにて起こった悲劇をさす。7分ほどの時間で700万人以上がロストしたという原因不明の現象が発生し、アーベルはその生き残りである。
柩（ひつぎ）
本作の中盤で登場する。当初それがどういう存在かなどは不明だが、終盤はこの柩を掛けて戦うこととなる。
『　』（ブランク）
主人公が属するパノプティコンの組織の一つ。一応は部署としての扱いだが名前はなく、ユートペディアにもデータベースが存在しない。『　』（ブランク）というのもあくまで仮名に過ぎない。咎人による独自の部隊を備えており戦闘能力は高く、セルガーデン深部のデータベースを警備している。
その正体は、上層部直轄の実働部隊。あらゆる記録に残ることのない「パノプティコンの最も深い闇」。ナタリアの安全保障局でも手が出せず、実体に迫ったものはいつの間にか姿を消してしまう。
噂レベルだが、他PTへの浸透、防諜及び自PTの部署の監視、不満分子の捜索・粛清などの活動をしているといわれている。

## 評価
『週刊ファミ通』2014年7月3・10日合併号（6月19日発売）の新作ゲームクロスレビューにおいて、プラチナ殿堂（35点）を獲得した。